# Niko Bellic
Niko Bellic (en serbio: Нико Белић, Niko Belić; en su nombre completo en español: Ницолас Беллиц; en su nombre completo de nacimiento: Николај Беллиц) (en serbocroata: Niko Belić) es un personaje ficticio jugable que actúa como protagonista en el videojuego Grand Theft Auto IV. Es un exsoldado que se trasladó a Liberty City para escapar de su pasado turbulento y perseguir el «sueño americano».
Niko fue convencido para emigrar a los Estados Unidos por su primo Roman Bellic, que aseguraba estar viviendo una vida de lujo, con hermosas mujeres, mansiones, coches deportivos y mucho dinero. Pronto se hace evidente de que todo lo dicho por su primo era mentira, sin embargo, que su primo tiene un negocio de taxis privados en su defecto, deudas y varios mafiosos de Liberty City han puesto precio a su cabeza. Consciente del pasado violento de Niko, Roman le había mentido para convencerle de venir a la ciudad, sabiendo que Niko luchará contra sus perseguidores y, finalmente, será el que convierta sus mentiras en realidad. Niko, sin embargo, también tiene otras motivaciones subyacentes para ir a Liberty City y que se van revelando en la historia. 

## Diseño y personalidad

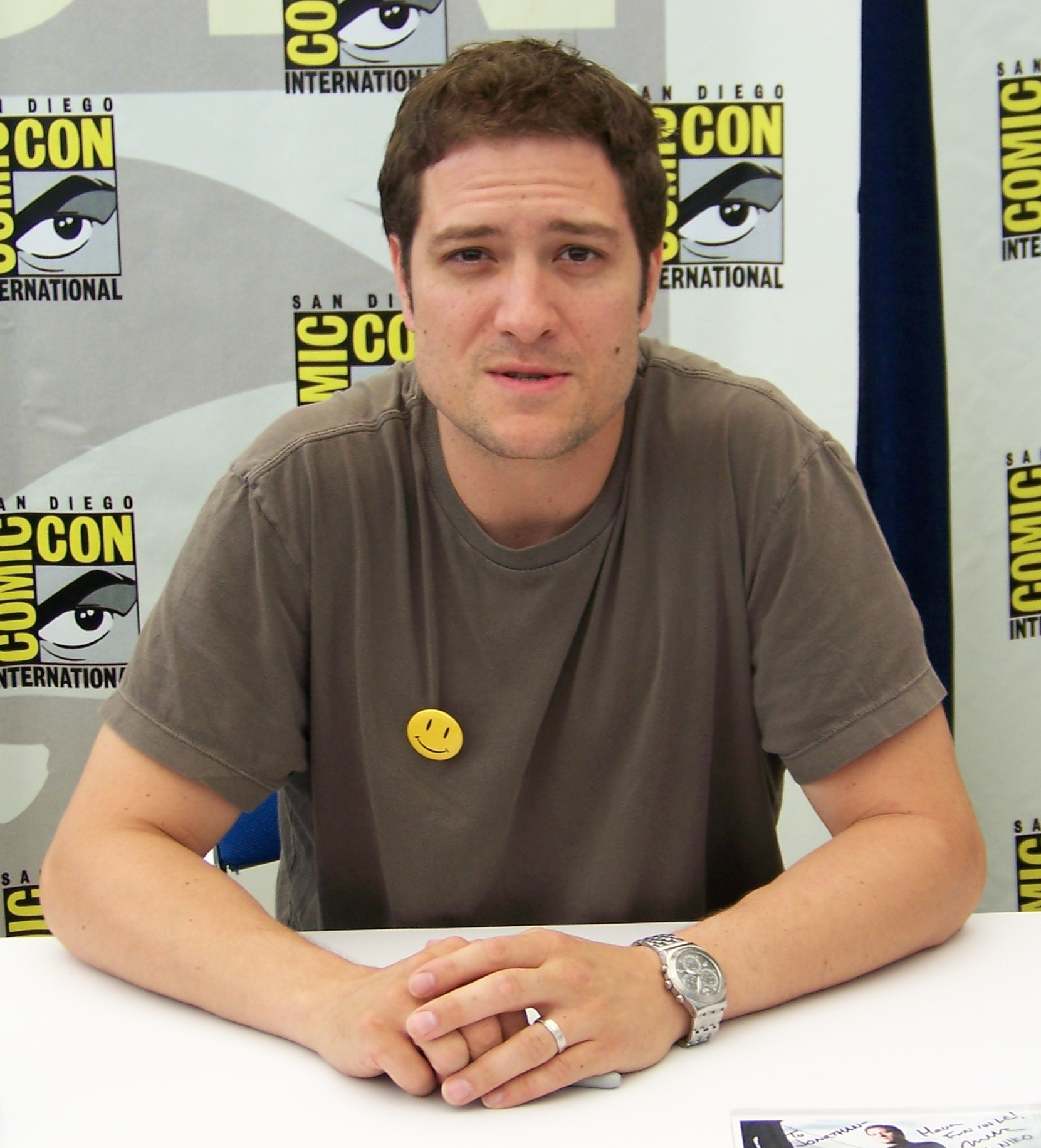
Michael Hollick es la voz de Niko Bellic en GTA IV

Michael Hollick presta su voz al personaje de Niko Bellic. Hollick recibió 100.000 dólares por su actuación de voz y de captura de movimientos a lo largo de cerca de 15 meses, a partir de 2006 hasta 2008. Hollick cobró unos 1.050 dólares al día por su trabajo en el juego, un 50% más que lo negociado por los actores con el Screen Actors Guild, aunque afirmó que era sólo una fracción de los ingresos que podría obtener de una película o un espectáculo de televisión y que estaba molesto por no recibir derechos de las ventas del juego, por lo que culpó al sindicato por no garantizar tales acuerdos. Hollick dijo a The New York Times que mientras era estudiante de teatro en la Universidad Carnegie Mellon desarrolló un talento especial por los dialectos.
El aspecto más significativo de la personalidad de Niko es su cinismo y su sarcasmo, que adquirió en la guerra; es una persona crudamente realista. La mayor debilidad de Niko es su incapacidad para dejar atrás el pasado, por ello, Niko es criticado por muchos de sus amigos y sobre todo por Roman, el cual está mucho más integrado dentro de la cultura estadounidense. Niko suele mostrar, durante toda la historia, rechazo por las drogas: rehúsa los ofrecimientos de Little Jacob con la marihuana, se burla de la adicción a los esteroides de Brucie y expresa su disgusto por la heroína con la que él mismo trafica (en la misma línea que la de Carl Johnson, protagonista de Grand Theft Auto: San Andreas, diferenciándose de Claude Speed (Grand Theft Auto III) o Tommy Vercetti (Grand Theft Auto: Vice City). Niko sí siente remordimiento y rechazo al ser un asesino a sueldo, pues no está orgulloso de ser un criminal, y su actitud indica un resentimiento con la vida por haberle iniciado en esa carrera.

## Biografía
La nacionalidad de Bellic ha sido objeto de debate ya que se le ha asociado como croata, bosnio o serbio. Dan Houser, uno de los fundadores de Rockstar y productor ejecutivo del videojuego, tampoco ayudó a resolver la duda y se limitó a decir que Bellic procede de la «gris y estropeada Europa del Este» —aunque debido a su historia y que habla serbio, se puede deducir que es de Serbia, o de alguna otra región de la antigua Yugoslavia. La madre de Niko, Milica, que tiene un carácter maternal y sobreprotector por su hijo, lamenta que una persona decente como Niko se viera obligado a crecer en un ambiente tan duro, ya que pasó su infancia durante los difíciles tiempos de las guerras yugoslavas, en las que participó como un enfurecido joven, motivado por un nacionalismo exacerbado. Niko fue testigo de numerosas atrocidades cometidas durante la guerra, lo que le ha provocado una perspectiva cínica sobre la vida, con ciertos grados de depresión y desapego emocional. Un momento decisivo de la guerra en la vida de Niko tuvo lugar cuando su unidad, formada por 15 jóvenes vecinos de la misma localidad, sufrió una emboscada por el enemigo, pues uno de ellos les había traicionado. Niko pudo salir con vida, pero la mayoría de sus amigos fueron asesinados. Más tarde, descubre que otros dos miembros de la unidad también sobrevivieron, y concluye que uno de estos dos fue el traidor, motivado por algún tipo de retribución. Niko se promete localizar a los culpables; no estaba motivado solo por venganza y por saber qué movió al susodicho a vender a sus amigos de la infancia, sino por una necesidad vital de cerrar su pasado y seguir adelante con su propia vida.
Cuando la guerra terminó Niko se encontró en un país destruido y sin futuro. Su primo Roman se trasladó a Estados Unidos para comenzar una nueva vida en Liberty City. Niko, que solo conocía la violencia, se introdujo en los bajos fondos y en el mundo criminal de Europa del Este durante diez años, mientras que al mismo tiempo trataba de encontrar a los otros dos hombres que sobrevivieron a la emboscada. Niko se unió a una organización dedicada al tráfico de personas, a cargo del mafioso Ray Bulgarin, a través del mar Adriático. Finalmente, Niko descubre que Florian Cravic, uno de los dos supervivientes de la emboscada, también se mudó a Liberty City.
Durante un contrabando de inmigrantes en Italia, el barco en el que navegaba Niko fue detenido y la tripulación e inmigrantes arrestados. Niko logró eludir el arresto lanzándose al mar y llegando a duras penas hasta la orilla. Bulgarin, que necesitaba alguien a quien culpar, acusó a Niko de ser un traidor y de haberle robado. Al ser Bulgarin un hombre demasiado poderoso, Niko se unió a la marina mercante como forma de escapar de las garras de Bulgarin. Durante los siguientes siete meses, Niko estuvo navegando por el mundo, formando parte de la tripulación del Platypus. Roman, durante todo este tiempo, había estado enviando mensajes de correo electrónico a Niko hablándole de su lujoso estilo de vida en Liberty City; motivado por su obsesión por localizar a Florian Cravic, Niko decidió instalarse en Liberty City con su primo.

### EnGrand Theft Auto IV
Nada más desembarcar del Platypus, Niko se da cuenta de que la vida que Roman le contaba en sus correos era una farsa, que en realidad vivía en un pequeño apartamento, tiene un pequeño negocio de taxis privados y su adicción al juego le ha causado multitud de deudas. El violento pasado de Niko le resulta útil a Roman, y pronto le presenta a Niko distintos amigos y enemigos por igual, todos los cuales ofrecen trabajos que acaba aceptando. Estos le recompensan con importantes sumas de dinero y le proporcionan contactos que le ayudan a localizar a las personas que le traicionaron en los Balcanes. Comenzando con Roman, las relaciones de Niko se van expandiendo a lo largo de la historia.
Inicialmente, Niko trabajó con su primo en Broker, ayudándole a eliminar a los prestamistas y ampliar su negocio de taxis. Después de matar a Vladimir Glebov, uno de los prestamistas de Roman y además un ruso con amigos influyentes, encontró trabajo en un poderoso miembro de la mafia rusa, Mikhail Faustin, y su ayudante, Dimitri Rascalov. Mikhail, a quien las drogas y el alcohol lo han transformado en un hombre sumamente violento y con radicales cambios de humor, le ordenó el asesinato del hijo de uno de sus rivales, Kenny Petrovic, en un capricho personal. Para evitarse a sí mismo y a su primo la ira de los Petrovic, se vio forzado a matar a Mikhail por Dimitri, el cual había decidido que Mikhail ya no era capaz de asumir el mando. Se revela en ese momento que Dimitri es un asociado de Bulgarin, recién llegado a Liberty City. Después de que Niko saliera con vida de una emboscada tendida por Dimitri y Bulgarin, los primos Bellic se vieron obligados a huir después de que su apartamento de Broker y la compañía de taxis fueran quemados por los hombres de Dimitri.
Niko se trasladó a Bohan con su primo Roman, ya que la novia de éste, Mallorie Bardas, les prestó un apartamento. En Bohan entró en contacto con los traficantes de drogas Elizabeta Torres y el millonario Playboy X, la familia mafiosa irlandesa de los McReary, un abatido exconvicto llamado Dwayne Forge y Ray Boccino, un capo de la familia Pegorino. A través de este último fue capaz de entrar en el mundo de la Comisión de Liberty City, al comenzar a trabajar con Jimmy Pegorino, un capo frustrado porque las demás familias no toman a la suya como importante. Gracias a esta amplia red de contactos, Niko fue capaz de adquirir un apartamento en Algonquin y disfrutó de un alto nivel de vida, pese a que todavía estaba frustrado por su fracaso en encontrar al culpable del ataque a su antigua unidad militar.
Gracias a la ayuda de Ray Boccino, Niko localiza a Florian Cravic, pero descubre que se ha cambiado de nombre llamándose ahora «Bernie Crane» y es un homosexual ostentoso que mantiene una relación clandestina con el teniente del alcalde de Liberty City y cuya intención es la de olvidar el pasado. Niko concluye entonces que Florian no es el traidor, siendo el único responsable por descarte Darko Brevic. Gracias a sus trabajos para una misteriosa agencia gubernamental secreta, simplemente conocida como la United Liberty Paper, Niko conoce a un agonizante anciano de nombre Jon Gravelli, que a diferencia de Pegorino, sí es un líder mafioso reconocido, siendo el cabeza de la familia Gambetti. Como recompensa por sus trabajos para Gravelli, Darko Brevic fue llevado a Liberty City por parte de los hombres del U.L. Paper, quienes lo trajeron exclusivamente desde Europa, donde estaba ocultándose. Niko comprueba que Darko es, actualmente, un drogadicto atormentado y que vendió a la unidad por 1000 dólares para sostener su adicción. Niko, pues, tiene la disyuntiva de matar a Darko o dejarlo vivir, decisión que depende del jugador; si Niko lo mata admitirá más tarde que no se siente mejor por lo que ha hecho, aunque observa que ahora podrá dejar atrás su pasado; si perdona la vida a Darko, como insisten Roman y Bernie, al principio se decepcionará, pero rápidamente entiende que hizo lo correcto, a fin de cuentas, entiende que lo importante para olvidar su pasado no era precisamente eliminar a ese hombre, sino entender que tiene derecho a disfrutar de una nueva vida.
Por orden de Pegorino, Niko se ve en la encrucijada de completar un intercambio de heroína con su acérrimo enemigo, Dimitri Rascalov, a cambio de obtener una gran suma de dinero. De esta forma, al jugador se le presentan dos posibles desenlaces de la historia dependiendo de la decisión que tome:
- Intercambio: Niko trata de cerrar el acuerdo con Dimitri con ayuda de Phil Bell, consigliere de Pegorino, sin embargo, descubre que Dimitri lo ha vuelto a traicionar; se ha llevado la heroína y el dinero, teniendo que escapar Niko a toda prisa, aunque consigue recuperar el dinero. Creyendo que ya ha cumplido, acude a la boda de Roman con su prometida Mallorie. A la salida de la iglesia, un sicario enviado por Dimitri intenta eliminarlo, pero accidentalmente termina disparando a Roman, el cual fallece en brazos de su recién declarada mujer. Abatido por su muerte, Niko acude a tomarse venganza de Dimitri por lo ocurrido, desatándose una persecución en la cual Niko acaba acorralando a Dimitri en la Estatua de la Felicidad y acabando con él. En el epílogo del juego, Mallorie llama a Niko para informarle de que está embarazada del difunto Roman, a lo que Niko le promete que él se encargará de que a su futuro hijo no le falte de nada.

- Venganza: Niko decide no colaborar con Pegorino y vengarse de Dimitri, el cual se oculta en el Platypus, el buque que depositó a Niko en Liberty City. Niko se infiltra en el barco y elimina a los sicarios de Dimitri hasta estar frente a frente con él, culminando su particular vendetta y acabando con su vida. Kate, el interés amoroso de Niko, declara estar muy orgullosa por haber antepuesto sus principios por delante del dinero, de manera que decide acudir a la boda de Roman y Mallorie con él. Ya a la salida de la iglesia, un furioso Pegorino desata un tiroteo con la intención de castigar a Niko, sin embargo, es Kate la que termina muriendo a causa de sus balas. Niko, con ayuda de Roman y de su amigo Little Jacob, se dispone a vengarse de Pegorino, desatándose una persecución idéntica a la relatada en la anterior decisión, pero esta vez siendo el antagonista Jimmy Pegorino; Niko lo acorrala en la Estatua de la Felicidad y acaba con él, no sin antes revelarle que las familias de Liberty City lo consideraban, efectivamente, un don nadie. En el epílogo del juego, Roman llama a Niko para revelarle que Mallorie está embarazada y, en el caso de ser niña, la llamarán «Kate», afirmando que ellos son su familia y permanecerán cerca de él.

### Apariciones posteriores
Niko hace varias apariciones no jugables en el paquete de extensión de Grand Theft Auto IV, The Lost and Damned. Niko se encuentra con el protagonista del juego, Johnny Klebitz, en dos ocasiones durante el juego y hace un cameo en la introducción del juego. Niko también fue responsable de muchos eventos de los que se nutre la historia de los Lost. Entre estos eventos están el asesinato del miembro de los Lost Jason Michaels, por orden de Mikhail Faustin. Más tarde, cuando Niko trabaja para Ray Boccino, asesina al tesorero de The Lost, Jim Fitzgerald, después de que Johnny robara el dinero durante un negocio de diamantes. Este evento sirve como parte de una cadena de acontecimientos que conduce a la ruptura de The Lost.
Niko aparece en el tráiler del segundo paquete de extensión, The Ballad of Gay Tony. Además, en la misión Not So Fast. También hace aparición en la misión Ladies Half Price, en la que puedes matarlo, y también a Patrick McReary, pero si oyen un disparo tuyo empezaran a atacarte y tienen una larga duración de vida.
O de lo contrario, puedes apoyarlos a eliminar a los matones y no te atacarán.
En Grand Theft Auto V se hace referencia a Niko a través de unos diálogos. Cuando se habla de armar un equipo para un posible atraco a una joyería de Los Santos, Lester Crest menciona a uno de los protagonistas, Michael de Santa, que conoce "un tipo de Europa del Este que se movía por Liberty City, pero... ha desaparecido",que es muy posible que haga referencia a Niko Bellic. Patrick McReary aparecerá como un personaje de un evento aleatorio, y que tras completarlo podrá ser contratado para los golpes; él hablará sobre el robo a un banco que él, Niko, su hermano Derrick y su cómplice Michael Keane llevaron a cabo en Liberty City, mencionando que los dos últimos están muertos y que Niko probablemente también lo esté, ya que no ha sabido nada de él en los últimos cinco años. Como un pequeño Easter Egg, también aparece en una página de internet la cual está siendo visitada por el hijo de Michael cuando aparece sentado en la mesa de la casa con un portátil, lo que revela que sigue trabajando en la compañía de taxis de Roman. El último mensaje de Niko a su primo es para desearle un feliz cumpleaños.
En la edición de coleccionista de Grand Theft Auto: Online, los jugadores pueden elegir el aspecto de su personaje seleccionando entre diferentes padres; Niko es uno de los padres especiales disponibles, lo que significa que los jugadores pueden seleccionar a Niko para que su personaje tenga un nivel de parecido con él.
En la serie estadounidense Criminal Minds, Niko Bellic es mencionado como el protagonista de Grand Theft Auto IV.